# Upsilon Andromedae d
Majriti, también conocido como Upsilon Andromedae d, es un planeta extrasolar situado a unos 44 años luz de la Tierra, en la constelación de Andrómeda, aproximadamente a 10 grados de la galaxia de Andrómeda. El planeta requiere de 1290 días (unos 3,5 años) para orbitar la estrella binaria compuesta por Upsilon Andromedae A del tipo espectral F8V y Upsilon Andromedae B (una enana roja).
Su descubrimiento, realizado en abril de 1999 por Geoffrey Marcy y R. Paul Butler, convirtió a Upsilon Andromedae en la primera estrella conocida (exceptuando el púlsar PSR B1257+12) con un sistema planetario de varios componentes. Upsilon Andromedae d es el tercer planeta en orden de distancia respecto de su estrella y el más externo del cual se tenga conocimiento dentro de su sistema planetario, compuesto también por Upsilon Andromedae b y c.

## Descubrimiento
Al igual que la mayoría de los planetas extrasolares conocidos, la existencia de Upsilon Andromedae c quedó manifiesta debido a las variaciones en la velocidad radial de su estrella provocadas por la gravedad del planeta. Las variaciones se detectaron mediante un delicado análisis del efecto Doppler del espectro de Upsilon Andromedae A. En el momento de su descubrimiento, ya se sabía que Upsilon Andromedae A albergaba un planeta extrasolar, el júpiter caliente Upsilon Andromedae b; sin embargo, antes de 1999 estaba claro que la existencia del planeta interno no era suficiente para explicar la curva de velocidad radial.
En 1999, dos grupos independientes de astrónomos pertenecientes a la Universidad Estatal de San Francisco y al Harvard-Smithsonian Center for Astrophysics llegaron a la conclusión de que un modelo con tres planetas se ajustaba mejor a los datos con los cuales se contaban. Los dos nuevos planetas fueron designados con los nombres Upsilon Andromedae c y Upsilon Andromedae d.

## Nombre propio
En julio de 2014 la Unión Astronómica Internacional puso en marcha el proyecto NameExoWorlds para dar nombres propios a ciertos exoplanetas y a sus estrellas anfitrionas. El proceso implicó la nominación pública y votar por los nuevos nombres. En diciembre de 2015, la UAI anunció que el nombre ganador para este planeta era «Majriti». El nombre ganador fue presentado por el Club Astronómico Vega de Marruecos y honra al astrónomo de finales del siglo X y principios del XI Maslama al-Mayriti de al-Ándalus.

## Órbita y masa
Del mismo modo que la mayoría de los planetas extrasolares con períodos largos, la órbita de Upsilon Andromedae d es excéntrica, incluso mucho más que cualquiera de los principales planetas de nuestro sistema solar (incluido Plutón). Le toma a Upsilon Andromedae d entre 3,5 y 4 años para orbitar alrededor de su sol. El semieje mayor de su órbita, de aproximadamente 2,5 UA, sitúa al planeta dentro de la zona de habitabilidad de Upsilon Andromedae A, algo que no es de esperar para un planeta joviano.
Para explicar la excentricidad orbital del planeta, algunos científicos han propuesto una teoría según la cual la interacción entre Upsilon Andromedae d y un planeta exterior (actualmente perdido) hizo mover al primero hacia una órbita más cercana a su estrella, provocando que la órbita de Upsilon Andromedae d se volviera gradualmente excéntrica; de ser así, el planeta rebelde habría sido expulsado inmediatamente. Los posteriores disturbios gravitatorios causados por Upsilon Andromedae d habrían movido al planeta interno Upsilon Andromedae c a su órbita excéntrica actual. Sin embargo, aún no se ha logrado establecer cuán probable podría ser dicha situación y existe la posibilidad de otros modelos de interacción interplanetaria.
Una limitación inherente al método de velocidad radial empleado para detectar Upsilon Andromedae c es que únicamente puede hallarse el límite inferior de la masa planetaria; en el caso de Upsilon Andromedae d, su límite inferior es de 3,93 veces la masa de Júpiter, aunque la masa verdadera podría ser mucho mayor, dependiendo de la inclinación orbital.
Las mediciones astrométricas preliminares indican que la órbita de Upsilon Andromedae d estaría inclinada 155,5 grados respecto del plano del cielo. No obstante, dichas mediciones demostraron más tarde ser útiles únicamente para determinar límites superiores, inapropiadas para HD 192263 b y posiblemente 55 Cancri c, e incluso contradictorias con la inclinación registrada del planeta interno Upsilon Andromedae b (>30°). Aun así, se ha conseguido determinar que la inclinación mutua entre los planetas c y d es de 35 grados y la publicación de los nuevos descubrimientos se espera que ocurra en algún momento del año 2008.

## Características
Dada su gran masa planetaria, es probable que Upsilon Andromedae d (al igual que los otros dos planetas que conforman el sistema planetario) sea un gigante gaseoso sin superficie sólida y que la gravedad al nivel de la superficie sea diez veces la de la Tierra. Debido a que el planeta solo ha podido detectarse en forma indirecta, se desconocen características tales como su radio, composición y temperatura.
Trabajando sobre el supuesto de que el planeta es similar a Júpiter en cuanto a su composición y su medio ambiente es cercano al equilibrio químico, el astrofísico David Sudarsky predijo que Upsilon Andromedae d contaría con nubes de agua y hierro en la capa superior de su atmósfera, en lugar de las típicas nubes de amoníaco de Júpiter.
Upsilon Andromedae d se encuentra dentro de la zona de habitabilidad de Upsilon Andromedae A según se define tanto por la capacidad de un mundo similar a la Tierra para albergar agua líquida en su superficie, como por la cantidad de radiación ultravioleta que recibe por parte de su estrella. Los modelos teóricos indican que, incluso en el caso de contar con órbitas excéntricas, los planetas terrestres podrían conservar agua líquida todo el tiempo. A su vez, esto señalaría que si Upsilon Andromedae d tuviera lunas de gran tamaño —de igual o mayor tamaño que Marte—, estas podrían sustentar vida extraterrestre.